# Holzheim (Hohenfels)

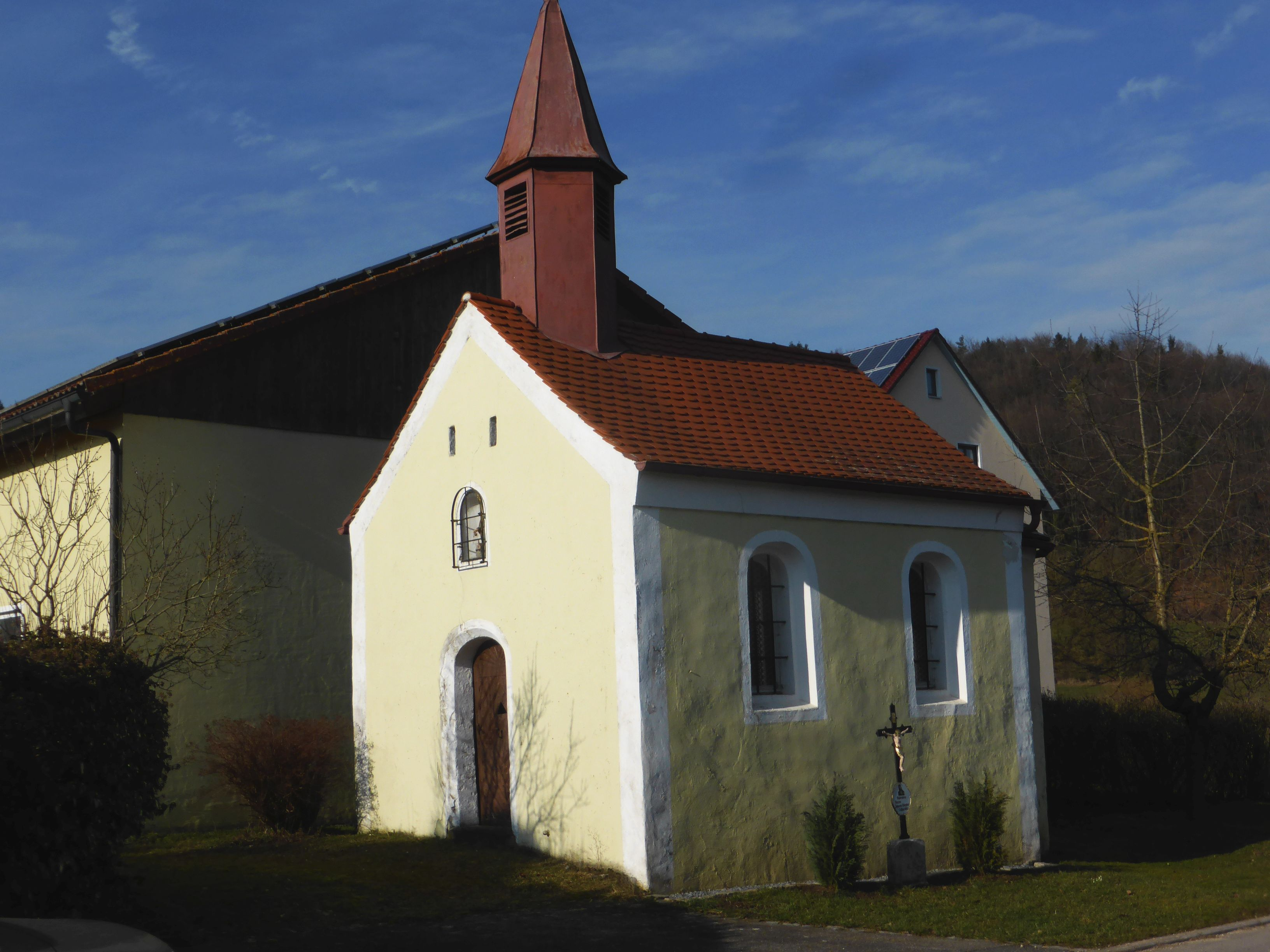
Die Kapelle St. Trinitas in Holzheim

Holzheim ist ein Gemeindeteil des Marktes Hohenfels im Landkreis Neumarkt in der Oberpfalz in Bayern. 

## Geographische Lage
Der Weiler liegt im oberpfälzischen Jura der Südlichen Frankenalb etwa 1,5 km südlich von Hohenfels auf ca. 462 m ü. NHN zwischen Erhebungen von ca. 530 m ü. NHN. Man erreicht Holzheim über eine nach Süden führende, von der Kreisstraße NM 33 abzweigende Gemeindeverbindungsstraße, die zur Kreisstraße NM 32 weiterführt. 

## Geschichte
Im Jahr 1290 wird Holzheim erstmals urkundlich genannt, als die Gebrüder Cunrad und Heinrich von Hohenfels ihrer Mutter u. a. zwei Höfe zu Holzheim zur Nutznießung auf deren Lebensdauer überließen. 1314 erscheint Holzheim als Besitz des Klosters Pielenhofen in der Herrschaft Hohenfels. 1400/10 ist Holzheim im Salbuch der Herrschaft Hohenfels mit zwei Höfen, im Salbuch von ca. 1494/1500 mit drei Anwesen verzeichnet. Im Kartenwerk von Christoph Vogel von 1600 ist der Weiler als „Holtzhaim“ aufgeführt. Gegen Ende des Alten Reiches, um 1800, bestand Holzheim aus vier Anwesen und einem gemeindlichen Hirtenhaus.
Im Königreich Bayern wurden zunächst (um 1810) Steuerdistrikte gebildet; der Weiler Holzheim gehörte zum Steuerdistrikt Hohenfels. Mit dem Gemeindeedikt von 1818 kam Holzheim zur Ruralgemeinde Markstetten im Landgericht Parsberg (später Landkreis Parsberg). Bei dieser Gemeinde verblieb der Weiler bis zur Gebietsreform in Bayern, als Markstetten zum 1. Mai 1978 mit seinen Gemeindeteilen in den Markt Hohenfels eingemeindet wurde.

### Einwohner- und Gebäude-/Hofzahlen
- 1838: 31 Einwohner, 5 Häuser, 1 Kapelle[10]
- 1861: 26 Einwohner, 11 Gebäude. 1 Kirche[11]
- 1900: 23 Einwohner, 5 Wohngebäude[12]
- 1925: 34 Einwohner, 4 Wohngebäude, 1 Kirche[13]
- 1950: 23 Einwohner, 4 Wohngebäude[14]
- 1987: 28 Einwohner, 5 Wohngebäude, 8 Wohnungen[1]

### Kirchliche Verhältnisse
Holzheim gehörte bereits um 1600 zur katholischen Pfarrei St. Ulrich in Hohenfels. Die Kapelle St, Trinitas wurde 1835 errichtet.